# Sturminster Newton
Sturminster Newton är en ort och civil parish i Storbritannien.   Den ligger i grevskapet Dorset och riksdelen England, i den södra delen av landet, 170 km väster om huvudstaden London. Sturminster Newton ligger 62 meter över havet och antalet invånare i orten är 2 369 och parishet 4 292. Byn nämndes i Domedagsboken (Domesday Book) år 1086, och kallades då Newentone..
Terrängen runt Sturminster Newton är platt åt nordväst, men åt sydost är den kuperad. Runt Sturminster Newton är det ganska tätbefolkat, med 108 invånare per kvadratkilometer. Närmaste större samhälle är Blandford Forum, 12,4 km sydost om Sturminster Newton. Trakten runt Sturminster Newton består i huvudsak av gräsmarker.
Kustklimat råder i trakten. Årsmedeltemperaturen i trakten är 8 °C. Den varmaste månaden är juli, då medeltemperaturen är 16 °C, och den kallaste är mars, med 5 °C.